# Резепов, Камиль Хусаинович
Камиль Хусаинович Резепов (27 сентября 1956 — 13 января 2003) — советский футболист, нападающий, российский тренер. Сыграл более 300 матчей за астраханский «Волгарь».

## Биография
Дебютировал во взрослом футболе в 1975 году в составе астраханского «Волгаря» во второй лиге. Со следующего сезона стал основным игроком своего клуба. Наиболее успешным для него стал сезон 1979 года, когда футболист забил 13 голов в 44 матчах.
Летом 1980 года перешёл в «Спартак» (Нальчик), игравший дивизионом выше — в первой лиге, однако провёл в команде только два месяца, сыграв за это время 13 матчей и забив один гол. Также в 1980 году играл во второй лиге за «Машук» (Пятигорск), после чего вернулся в Астрахань.
В 1983—1984 годах играл во второй лиге за «Терек». Затем ещё несколько раз возвращался в «Волгарь» и уходил из него в любительские коллективы. Последние матчи за «Волгарь» провёл в 1990 году, а завершил игровую карьеру в 1992 году, выступая в первенстве КФК России.
Всего в составе «Волгаря» провёл 318 матчей в первенствах СССР во второй лиге. Является одним из лидеров астраханского клуба по числу проведённых матчей, занимая пятое место в клубной истории.
После окончания игровой карьеры работал детским тренером, в том числе с 1997 года до конца жизни — в ДЮСШ «Волгарь».
Скончался 13 января 2003 года на 47-м году жизни от сердечного приступа. Похоронен на Центральном мусульманском кладбище г. Астрахани.
В 2010-е годы в Астрахани проводится всероссийский детский турнир по футболу памяти К. Х. Резепова.